# Dimeria pubescens
Dimeria pubescens är en gräsart som beskrevs av Eduard Hackel. Dimeria pubescens ingår i släktet Dimeria och familjen gräs.
Artens utbredningsområde är Sri Lanka. Inga underarter finns listade i Catalogue of Life.